# Brico Cross 2017-2018
De Brico Cross 2017-2018 is het 2de seizoen van een serie overkoepelende wedstrijden in het veldrijden. In de Brico Cross worden er geen punten gegeven, noch is er een algemeen klassement of algehele eindwinnaar. De wedstrijdserie is genoemd naar de hoofdsponsor, de bouwmarkt Brico. De Brico Cross werd georganiseerd door SportIDee. 

## Mannen elite
| Datum      | Wedstrijd                    | Cat. | Eerste               | Tweede                 | Derde                  |
| ---------- | ---------------------------- | ---- | -------------------- | ---------------------- | ---------------------- |
| 10/09/2017 | Eeklo, Eeklo                 | C2   | Mathieu van der Poel | Wout van Aert          | Michael Vanthourenhout |
| 07/10/2017 | Berencross, Meulebeke        | C2   | Mathieu van der Poel | Michael Vanthourenhout | Wout van Aert          |
| 14/10/2017 | Polderscross, Kruibeke       | C2   | Mathieu van der Poel | Wout van Aert          | Quinten Hermans        |
| 29/12/2017 | Versluys Cyclocross, Bredene | C2   | Wout van Aert        | Mathieu van der Poel   | Quinten Hermans        |
| 07/02/2018 | Parkcross, Maldegem          | C2   | Laurens Sweeck       | David van der Poel     | Tim Merlier            |
| 18/02/2018 | Vestingcross, Hulst          | C2   | Mathieu van der Poel | Laurens Sweeck         | Tom Meeusen            |

## Vrouwen elite
| Datum      | Wedstrijd                    | Cat. | Eerste              | Tweede          | Derde                      |
| ---------- | ---------------------------- | ---- | ------------------- | --------------- | -------------------------- |
| 10/09/2017 | Eeklo, Eeklo                 | C2   | Sanne Cant          | Ellen Van Loy   | Maud Kaptheijns            |
| 07/10/2017 | Berencross, Meulebeke        | C2   | Sanne Cant          | Ellen Van Loy   | Loes Sels                  |
| 14/10/2017 | Polderscross, Kruibeke       | C2   | Katie Compton       | Maud Kaptheijns | Ellen Van Loy              |
| 29/12/2017 | Versluys Cyclocross, Bredene | C2   | Alice Maria Arzuffi | Helen Wyman     | Loes Sels                  |
| 07/02/2018 | Parkcross, Maldegem          | C2   | Marianne Vos        | Annemarie Worst | Laura Verdonschot          |
| 18/02/2018 | Vestingcross, Hulst          | C2   | Laura Verdonschot   | Ellen Van Loy   | Ceylin del Carmen Alvarado |

Kampioenschappen:  Wereldkampioenschappen ·
 Europese kampioenschappen ·
 Belgische kampioenschappen ·
 Nederlandse kampioenschappen
Klassementen:  Wereldbeker ·
 Superprestige ·
 DVV Verzekeringen/IJsboerke Trofee ·
 EKZ CrossTour ·
 TOI TOI Cup ·
 Coupe de France ·
 Copa de España ·
 New England Series ·
 US Cup
Overig:  Brico Cross ·
 Soudal Classics
Geen UCI-cat.:  Giro d'Italia Ciclocross
2016-2017 · 2017-2018 · 2018-2019 · 2019-2020 · 2020-2021 · 2021-2022 · 2022-2023 · 2023-2024 · 2024-2025